# Adinarthrum moulmina
Adinarthrum moulmina är en nattsländeart som beskrevs av Martin E. Mosely 1949. Adinarthrum moulmina ingår i släktet Adinarthrum och familjen kantrörsnattsländor. Inga underarter finns listade i Catalogue of Life.